# 에스텔리 게티
에스텔 게티(Estelle Getty, 영어 발음: /ɛˈstɛl/, 1923년 7월 25일 ~ 2008년 7월 22일)는 미국의 배우, 희극인이다. NBC 시트콤 《더 골든 걸스》(1985-92)가 대표작이며, 이를 통해 1985년 제43회 골든 글로브상 텔레비전 뮤지컬코미디 시리즈 부문 여우주연상과 1988년 제40회 프라임타임 에미상 코미디 시리즈 부문 여우조연상을 수상하였다.
《더 골든 걸스》 시절부터 치매 증상을 보였다고 하며, 이는 후에 루이소체 치매로 발전하였다. 건강 문제로 2001년 은퇴하였으며 2008년 사망하였다.

## 참여 작품

### 영화
- 투씨 (1982)
- 마스크 (1985)
- 마네킨 (1987)
- 엄마는 해결사 (1992)
- 스튜어트 리틀 (1999)

### 텔레비전
- 더 골든 걸스 (1985-92)
- 블로섬 (1990-95)
- 천사의 손길 (1996)
- 결혼 이야기 (1997)
- 못말리는 유모 (1998)